# Vanilla gardneri
Vanilla gardneri är en orkidéart som beskrevs av Robert Allen Rolfe. Vanilla gardneri ingår i släktet Vanilla och familjen orkidéer. Inga underarter finns listade i Catalogue of Life.